# 岡政偉
岡政偉（英語：Masi Oka，日语：／，1974年12月27日—）是一位旅居美國的日本男演員和電腦特技師，曾在多部電影和電視節目中扮演重要角色，特別以扮演NBC電台連續劇《英雄》的中村廣雄廣為人知，並且參演2008年上映電影《特務S嘜》。曾獲金球獎及艾美獎提名的他，目前居住在加州。
岡政偉本人至今並未歸化美國。至今未婚。

## 生平

### 早年
岡政偉出生於日本東京。當他六歲時，與家人移居到美國。
岡政偉的第一份工作，就是在喬治·盧卡斯的電影視覺特技效果公司工業光魔工作，希望有一天能獲得奧斯卡獎的最佳視覺效果獎項。他的第一個重大項目就是協助開發一種水的電腦特技效果，這效果首次用於《完美風暴》，而且還使用在以後的電影，如《神鬼奇航2：加勒比海盜》。後來他創建了用於計算流體力學和表面裂縫的程式，並已用於多個項目。他還曾對《星際大戰》經典三部曲作出貢獻。有報導提到他的IQ超過180。

### 演藝生涯

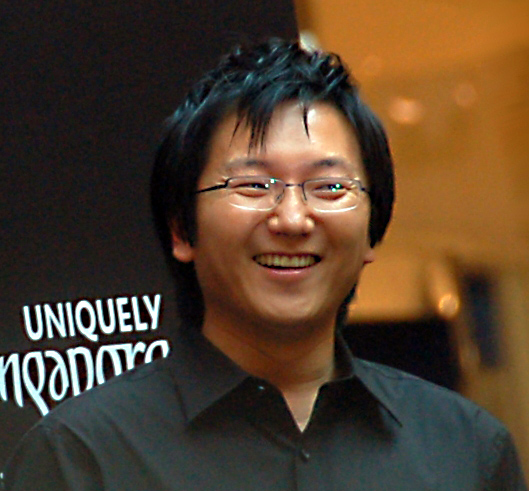
岡政偉於2007年在新加坡參加宣傳活動

岡政偉在2000年首次嘗試在電視劇中演出。他獲得了美國演員工會的會員卡，並在電影中演出，然後移師回洛杉磯。工業光魔他的合約中規定，他可以在其洛杉磯分部工作，但如果他沒有獲得一個經常性的電視角色，他將返回馬林縣。岡政偉得到了一個機師的角色。雖然那角色不是太重要，但它的確滿足合約的要求，並獲允許留在洛杉磯。他決定繼續尋求演出的機會。他獲得幾個客串的角色，然後於國家廣播公司喜劇《奇遇》飾演法克林。他也曾參演PS2遊戲《忍》的廣告。岡政偉客串演出的《是的，親愛的》之插曲「舞蹈與沙發」，更於2002年4月8日播出。
在2006年，岡政偉在《英雄》中飾演中村廣雄，他把英語的對白譯成日語。此外，岡政偉的真正聲音，較接近未來廣雄在劇中的聲音，而不像現代廣雄那較尖的聲音。
他飾演的這個角色為他贏得了該年金球獎最佳電視節目男配角提名。除了他的演出工作外，岡政偉每星期仍撥出三天在工業光魔擔任研發技術總監，編寫能夠制作特殊效果的程式。他亦在電影《特務S嘜》中飾演布魯斯一角。

### 興趣
岡政偉精通日語、法語、英語及西班牙語。他的嗜好包括劍道(並獲得了初段)、玩電腦遊戲，收看和寫作浪漫喜劇，彈鋼琴和唱歌。他也收集漫畫。他目前的收藏，包括《光速蒙面俠21》、《ONE PIECE》和《布魯圖》等。他自稱是浦澤直樹的發燒友。.在完成工作以後，他會閱讀漫畫。

## 作品列表

### 演員
| 年份      | 標題                     | 角色                        | 附註 |
| --------- | ------------------------ | --------------------------- | --- |
| 2006-2010 | 超異能英雄               | 中村廣                      | 電視劇；66集 土星獎最佳電視男配角 提名-金球獎電視劇、迷你影集或電影電視最佳男配角 提名-黃金時段艾美獎劇情類最佳男配角 提名-衛星獎最佳男配角—電視劇、連續短劇與電視電影 提名-土星獎最佳電視男配角 |
| 2007      | 乒乓特派員               | Jeff                        | |
| 2007      | 日落大道60号演播室       | 他自己                      | 電視劇 |
| 2007      | 警察瘋雲                 | 外國遊客                    | 電視劇 |
| 2007      | 機器雞                   | Japanese Mr. Rogers/ Chachi | 電視劇；配音，客串 |
| 2007      | Jane Doe: Ties That Bind | Agent Osaka                 | 電視電影 |
| 2008      | 特務行不行               | 布魯斯                      | |
| 2008      | 特務到底行不行           | 布魯斯                      | DVD首映 |
| 2008      | 主管爭奪戰               | 貨款人員                    | |
| 2009      | 猛男啦啦隊               | Eagle Mascot                | |
| 2010      | Searching for Sonny      | Sonny Bosco                 | |
| 2010-2017 | 檀島警騎2.0              | 麥克斯·伯格曼               | 電視劇；97集 |
| 2011      | 好友萬萬睡               | Darin Arturo Morena         | |
| 2013      | 乔布斯                   | 田中健                      | |
| 2015      | 超異能英雄再啟           | 中村廣                      | 電視劇；3集 |
| 2018      | 巨齒鯊                   | Toshi                       | |
| 2019      | 變身特務                 | Katsu Kimura                | 配音 |
| 2022      | 子彈列車                 | 查票員                      | 客串 |
| 2023      | 藍眼武士                 | 林檎                        | 配音 |

### 監製
| 年份 | 標題       | 附註 |
| ---- | ---------- | ---- |
| 2017 | 死亡筆記本 |      |

## 資料來源及參考
1. ↑  . Seattle: The Seattle Times. 2007-05-14  [2019-04-18]. （原始内容存档于2019-04-18） （英语）.: "I'm not American. I still have my Japanese citizenship."
2. ↑  Masi Oka [@masioka].  (推文). 2020-10-21 –Twitter.
3. ↑  Shen, Maxine. . New York Post. 2006-10-15  [2007-03-12]. （原始内容存档于2007-02-24）.
4. 1 2  Gaudiosi, John. . Wired. 2006-10-25  [2007-03-12]. （原始内容存档于2007-03-15）.
5. ↑  . TMZ.com. 2006-11-27  [2007-03-12]. （原始内容存档于2007-01-26）.
6. ↑  .   [2013-11-07]. （原始内容存档于2014-01-03）.
7. ↑  Keveney, Bill. . USA Today. 2006-11-09  [2007-03-12]. （原始内容存档于2007-03-02）.
8. ↑  Kuhn, Sarah. . Back Stage. 2007-02-09  [2007-03-12]. （原始内容存档于2007-09-27）.
9. ↑  Greg David. . TV Guide. 2007-01-18  [2007-05-10]. （原始内容存档于2007-02-16）.
10. ↑  Heroes Season 1 dvd, stunt special feature
11. ↑  SFX Collection - Special Edition #31: Total Anime, page 15 (UK-based sci-fi magazine)

## 外部連結
- Masi Oka在互联网电影资料库（IMDb）上的資料（英文）
- 洛杉磯時報專欄 （页面存档备份，存于）
- 布朗大學「從特效到演戲」計算機科學系校友岡政偉是眾《英雄》中的一人 （页面存档备份，存于）
- 布朗號角日報 06年9月18日，「布朗校友成功取得國家廣播公司電視劇《英雄》要角」
- 《時代》雜誌封面－1987年8月31日（岡政偉在最左方） （页面存档备份，存于）
- 岡政偉錄像，內容為討論他在大熱電視劇《英雄》的角色及為《星球大戰》作的特效 （页面存档备份，存于）